# Bunsei

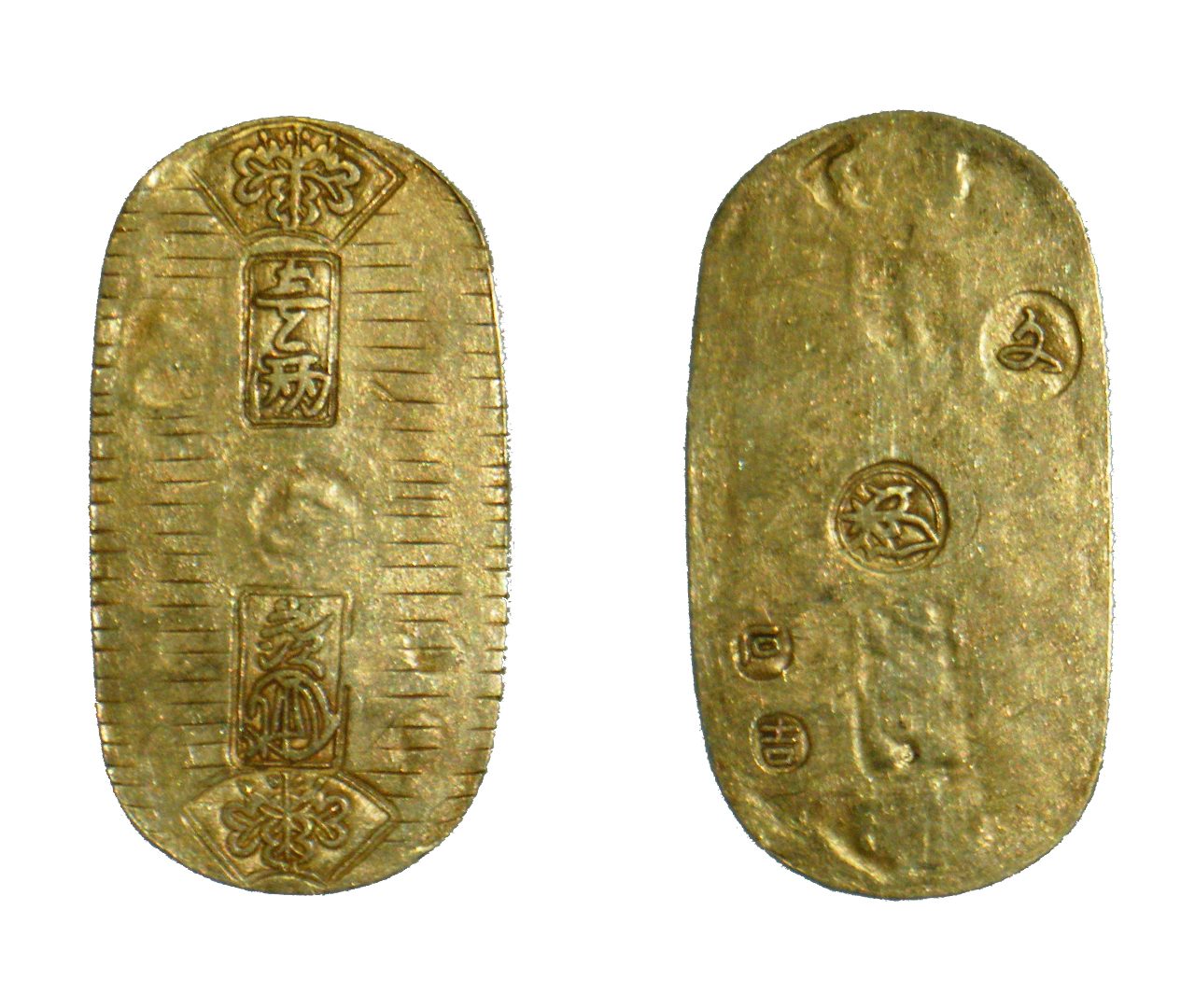
Moneda de la era Bunsei.

Bunsei (文政) fue una Era Japonesa posterior a la Era Bunka y Anterior a la Era Tenpō y abarcó desde el 22 de abril de 1818 hasta el 10 de diciembre de 1830. Reinó el Emperador Ninkō.

## Cambio de era
Debido al deseo del Emperador Ninkō el 22 de abril del año 15 de la Era Bunka (1818), la era cambió su nombre a Era Bunsei.

## Fuente del nombre
Del Emperador Shun, "舜察天文、斉七政" (Shun lee los cielos, y así reúne todos los siete gobiernos)
| Bunsei     | 1.º  | 2.º  | 3.º  | 4.º  | 5.º  | 6.º  | 7.º  | 8.º  | 9.º  | 10.º | 11.º | 12.º | 13.º |
| Gregoriano | 1818 | 1819 | 1820 | 1821 | 1822 | 1823 | 1824 | 1825 | 1826 | 1827 | 1828 | 1829 | 1830 |

| Predecesor: Era Bunka | Era japonesa Era Bunsei 22/04/1818 - 10/12/1830 | Sucesor: Era Tenpō |

- Datos: Q1327119